# Mastigoteuthis iselini
Mastigoteuthis iselini är en bläckfiskart som beskrevs av MacDonald och Clench 1934. Mastigoteuthis iselini ingår i släktet Mastigoteuthis och familjen Mastigoteuthidae. Inga underarter finns listade i Catalogue of Life.